# Ottavio Farnese (1598-1643)
Ottavio Farnese (Parma, 20 dicembre 1598 – Parma, 1643) era un figlio naturale del duca di Parma e Piacenza Ranuccio I Farnese, avuto dall'amante Briseide Ceretoli, figlia del colonnello Ottavio. Oltre a Ottavio ebbe dalla donna anche la figlia Isabella.

## Biografia
Ranuccio nel 1600 sposò Margherita Aldobrandini, nipote di papa Clemente VIII. Il matrimonio sembrava infecondo, così che Ranuccio, per assicurare un erede al ducato, legittimò e riconobbe suo successore nel 1605 Ottavio.
Ottavio fu dal 1607 al 1620 Signore di Borgo San Donnino, Fiorenzuola, Val di Nure, Leonessa, Cittaducale, Montereale, Penne, Campli, Ortona, Altamura, Castellamare e Roccaguglielma.
Ottavio ricevette un'eccellente educazione. Studiò le scienze con i gesuiti Mario Bettini e Dario Tamburini, la lingua tedesca con Vincenzo Ballarino, il disegno con il celebre pittore Giovan Battista Trotti, detto il Malosso, e con l'incisore Francesco Villamena e la calligrafia con G. Francesco Bondolo.
A soli 14 anni fa giudicato dai suoi maestri capace di dare un pubblico saggio dei suoi studi: per tre giorni nel giugno del 1613, sostenne un gran numero di tesi di filosofia morale e naturale nell Duomo di Parma, davanti ad un immenso uditorio del quale facevano parte dottori rinomati in filosofia e in teologia. Le tesi e le risposte furono pubblicate, per i tipi di Anteo Viotti, in uno splendido volume con pregevoli incisioni del Villamena su disegni del Malosso.
Nel 1615 (urb.lat.1083, c.140r, avviso del 7 marzo) sposa la vedova Sofronia Sanvitale, figlia di Girolamo, marchese di Sala e Colorno .
Nel 1610 la Duchessa Margherita riuscì a dare alla luce un figlio, Alessandro. Il bambino però si rivelò sordomuto e quindi incapace di poter prendere in futuro il posto del padre.
Nel 1612 però nacque un altro maschio, Odoardo, seguito poi da due femmine, Maria nel 1615 e Vittoria nel 1618, e da un altro maschio Francesco Maria nel 1619.
Ranuccio, dopo dieci anni di matrimonio, si ritrovò così una prole legittima e, conseguentemente, riconobbe suo erede Odoardo al posto di Ottavio.
Avendo organizzato una congiura ai danni del padre, Ottavio fu rinchiuso in carcere a Parma nel 1621, perdendo i suoi titoli.
Morì in carcere, probabilmente di peste, dopo 21 anni di prigionia.

## Ascendenza
|                                              |   |                                       | Genitori                                                  |  |  | Nonni |  |  | Bisnonni                                  |  |  | Trisnonni                                    |  |
|                                              |   |                                       |                                                           |  |  |       |  |  | Ottavio Farnese, duca di Parma e Piacenza |  |  | Pier Luigi Farnese, duca di Parma e Piacenza |  |
|                                              |   |                                       |                                                           |  |  |       |  |  | Ottavio Farnese, duca di Parma e Piacenza |  |  | Pier Luigi Farnese, duca di Parma e Piacenza |  |
|                                              |   | Gerolama Orsini                       |                                                           |  |  |       |  |  | Ottavio Farnese, duca di Parma e Piacenza |  |  |                                              |  |
| Alessandro Farnese, duca di Parma e Piacenza |   |                                       |                                                           |  |  |       |  |  | Ottavio Farnese, duca di Parma e Piacenza |  |  |                                              |  |
|                                              |   | Margarethe von Österreich             | Karl V, imperatore del Sacro Romano Impero e re di Spagna |  |  |       |  |  |                                           |  |  |                                              |  |
|                                              |   | Margarethe von Österreich             | Karl V, imperatore del Sacro Romano Impero e re di Spagna |  |  |       |  |  |                                           |  |  |                                              |  |
|                                              |   | Margarethe von Österreich             | Johanna van der Gheynst                                   |  |  |       |  |  |                                           |  |  |                                              |  |
| Ranuccio I Farnese, duca di Parma e Piacenza |   | Margarethe von Österreich             |                                                           |  |  |       |  |  |                                           |  |  |                                              |  |
|                                              |   | Duarte de Portugal, duca di Guimarães | Manuel I, re del Portogallo                               |  |  |       |  |  |                                           |  |  |                                              |  |
|                                              |   | Duarte de Portugal, duca di Guimarães | Manuel I, re del Portogallo                               |  |  |       |  |  |                                           |  |  |                                              |  |
|                                              |   | Duarte de Portugal, duca di Guimarães | María de Aragón                                           |  |  |       |  |  |                                           |  |  |                                              |  |
| Maria de Portugal                            |   | Duarte de Portugal, duca di Guimarães |                                                           |  |  |       |  |  |                                           |  |  |                                              |  |
|                                              |   | Isabel de Bragança                    | Jaime I, duca di Braganza                                 |  |  |       |  |  |                                           |  |  |                                              |  |
|                                              |   | Isabel de Bragança                    | Jaime I, duca di Braganza                                 |  |  |       |  |  |                                           |  |  |                                              |  |
|                                              |   | Isabel de Bragança                    | Leonor Pérez de Guzmán                                    |  |  |       |  |  |                                           |  |  |                                              |  |
| Ottavio Farnese                              |   | Isabel de Bragança                    |                                                           |  |  |       |  |  |                                           |  |  |                                              |  |
|                                              | … | …                                     |                                                           |  |  |       |  |  |                                           |  |  |                                              |  |
|                                              | … | …                                     |                                                           |  |  |       |  |  |                                           |  |  |                                              |  |
|                                              | … | …                                     |                                                           |  |  |       |  |  |                                           |  |  |                                              |  |
| Ottavio Ceretoli                             | … |                                       |                                                           |  |  |       |  |  |                                           |  |  |                                              |  |
|                                              |   | …                                     | …                                                         |  |  |       |  |  |                                           |  |  |                                              |  |
|                                              |   | …                                     | …                                                         |  |  |       |  |  |                                           |  |  |                                              |  |
|                                              |   | …                                     | …                                                         |  |  |       |  |  |                                           |  |  |                                              |  |
| Briseide Ceretoli                            |   | …                                     |                                                           |  |  |       |  |  |                                           |  |  |                                              |  |
|                                              |   | …                                     | …                                                         |  |  |       |  |  |                                           |  |  |                                              |  |
|                                              |   | …                                     | …                                                         |  |  |       |  |  |                                           |  |  |                                              |  |
|                                              |   | …                                     | …                                                         |  |  |       |  |  |                                           |  |  |                                              |  |
| …                                            |   | …                                     |                                                           |  |  |       |  |  |                                           |  |  |                                              |  |
|                                              |   | …                                     | …                                                         |  |  |       |  |  |                                           |  |  |                                              |  |
|                                              |   | …                                     | …                                                         |  |  |       |  |  |                                           |  |  |                                              |  |
|                                              |   | …                                     | …                                                         |  |  |       |  |  |                                           |  |  |                                              |  |
|                                              |   | …                                     |                                                           |  |  |       |  |  |                                           |  |  |                                              |  |